# Panduwasnuwara
Panduwasnuwara är en administrativ by i Sri Lanka.   Den ligger i provinsen Nordvästprovinsen, i den centrala delen av landet, 80 km norr om huvudstaden Colombo.